# Pero Jordán d'Arenós
Pero Jordán d'Arenós o Pedro Jurdán de Arenós (? - 1325) va ser un cavaller del llinatge valencià dels Arenós. Poderós senyor del Regne de València era fill de Gonçalbo Eximénez d'Arenós i d'Urraca Jordán de la Peña Es casà el 1318 amb Marquesa Llopiz de Rada, filla de López de Rada, de Navarra, i de Brunisenda de Rada. D'aquest matrimoni nasqué Gonçalbo Díez d'Arenós. Posseïa, el 1318, Arenós, Cirat, Toga, Vilafermosa, Villamalefa, Zucaina, Argelita, Ayódar, Bueynegro, Cortes d'Arenós, Espadilla, Villamalur — bescanviat el 1320 per Arañuel —, Fuentes, Ludiente, Montán, Tormo de Cirat, Torrechiva, Torralba, Vallat i Lamprach